# Список умерших в 541 году

## Дата смерти неизвестна или требует уточнения
- Адургунбад, сасанидский аристократ, полководец и канаранг.
- Вехха, полулегендарный вождь язычников-англов и предполагаемый основатель королевства Восточная Англия.
- Ильдебад, король остготов (540—541).
- Лев Сансский, епископ Санса, святой.
- Плакида из Субиако, святой.
- Эрарих, король остготов (541).